# Olivia Munn

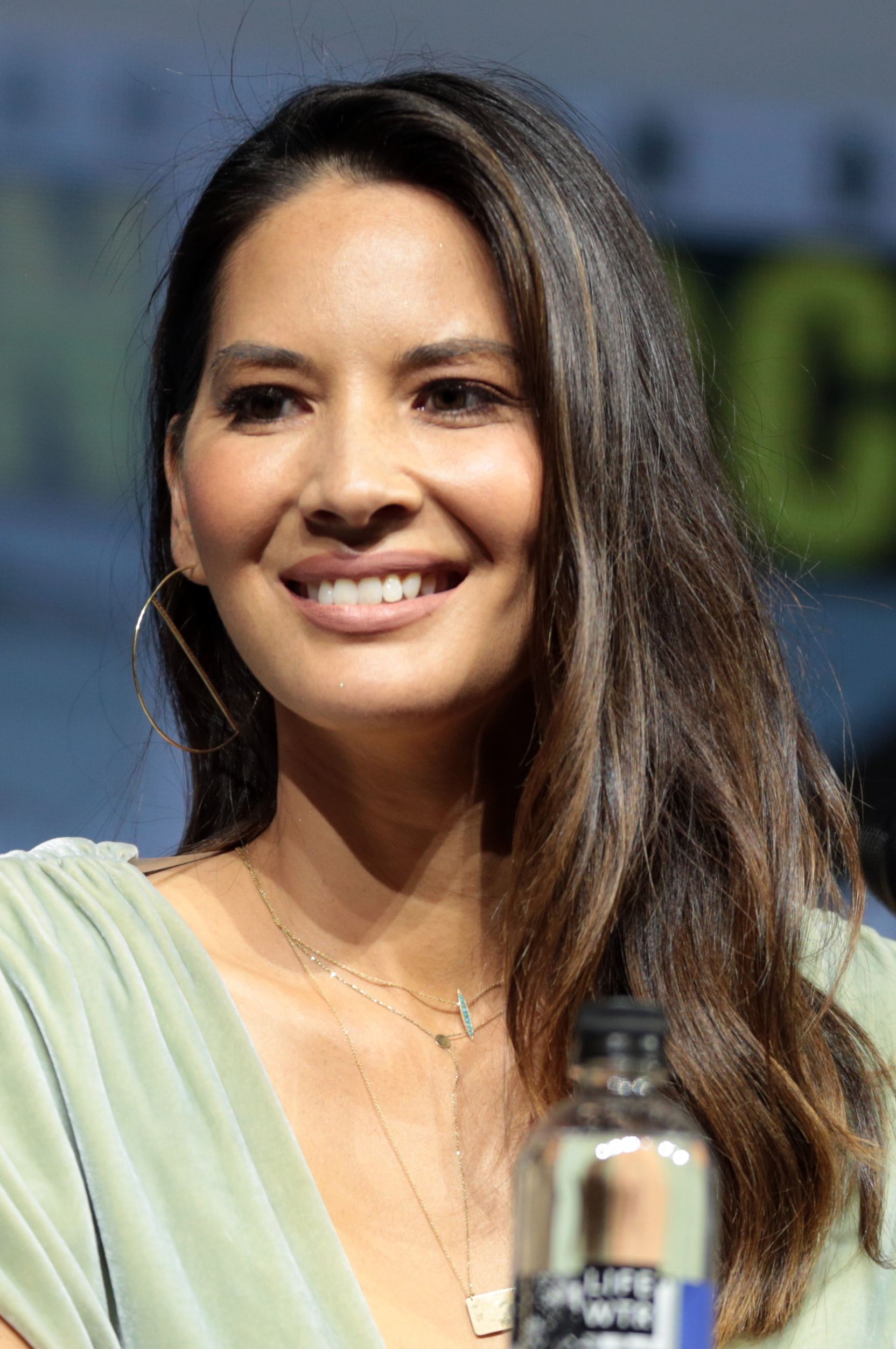
Olivia Munn bei der San Diego Comic-Con im Juli 2018

Lisa Olivia Munn (* 3. Juli 1980 in Oklahoma City, Oklahoma) ist eine US-amerikanische Fernsehmoderatorin und Schauspielerin. Von 2006 bis 2010 moderierte sie mehrere Fernsehshows des Senders G4, unter anderem Attack of the Show!. Von 2010 bis 2011 war sie Korrespondentin bei The Daily Show.

## Leben
Olivia Munn wurde in Oklahoma City geboren. Sie ist mütterlicherseits vietnamesischer Abstammung und deutsch-irischer Abstammung väterlicherseits. Als sie zwei Jahre alt war, heiratete ihre Mutter einen Soldaten der US-Luftwaffe. Die Familie zog viele Male um und so kam es, dass Munn hauptsächlich im japanischen Tokio aufwuchs.
Sie studierte an der University of Oklahoma Journalistik mit den Nebenfächern Japanologie und Schauspielkunst.
Von 2012 bis 2014 war Munn mit dem Schauspieler Joel Kinnaman liiert, von 2014 bis Anfang 2017 mit dem Footballspieler Aaron Rodgers, dem Quarterback des NFL-Teams Green Bay Packers, liiert. Das Paar lebte in Green Bay im US-Bundesstaat Wisconsin. Seit 2021 ist sie mit dem US-amerikanischen Stand-up-Comedian John Mulaney zusammen. Am 24. November desselben Jahres wurden die beiden Eltern eines Sohnes. Sie heirateten im Juli 2024. Im September 2024 wurden sie Eltern einer Tochter, die von einer Leihmutter zur Welt gebracht wurde.

## Karriere

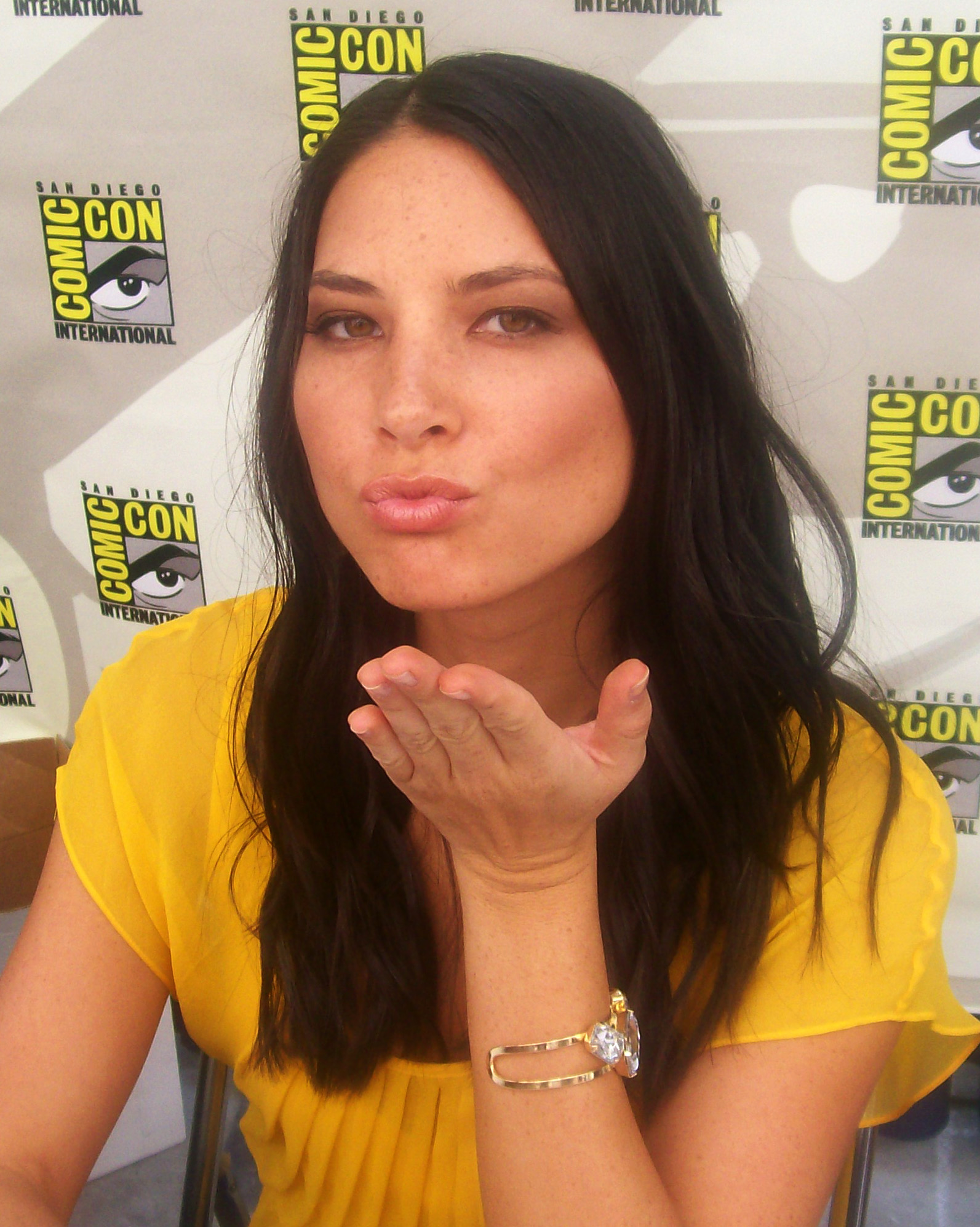
Olivia Munn bei der Comic-Con 2007

2004 zog Munn nach Los Angeles, um ihre Schauspielkarriere zu fördern und wurde von Fox Sports als Kommentatorin für College Football und Frauenbasketball eingestellt. Sie erhielt eine Rolle in dem Film Scarecrows Gone Wild und trat in dem Musikvideo zu Hello Tomorrow von Zebrahead auf. 2005 spielte sie über zwei Staffeln eine Nebenrolle in der Fernsehserie Beyond the Break und lernte dafür das Surfen. Im Jahr 2006 wechselte Munn zum Sender G4 und moderierte mit Kevin Pereira die Fernsehshow Attack of the Show!.
Ihr Filmdebüt hatte sie 2007 in dem Film Big Stan von Rob Schneider. Eine weitere signifikante Rolle hatte sie 2008 in dem Horrorfilm Insanitarium und 2010 in Date Night – Gangster für eine Nacht und Iron Man 2. Am 6. Juli 2010 veröffentlichte Munn ihr erstes Buch Suck It, Wonder Woman! The Misadventures of a Hollywood Geek.
Von Juni 2010 bis 2011 war sie Korrespondentin bei The Daily Show auf Comedy Central. Zum 6. Dezember 2010 verließ sie Attack of the Show! und wurde dort durch Candace Bailey ersetzt.
2018 wurde sie in die Academy of Motion Picture Arts and Sciences berufen, die jährlich die Oscars vergibt.

## Engagement für den Tierschutz
Neben ihrer Karriere engagiert sich Olivia Munn aktiv für den Tierschutz. So war sie 2011 in einer Kampagne der Tierschutzorganisation PETA gegen die Zirkustierhaltung zu sehen. 2012 trat sie erneut in einer PETA-Kampagne gegen Tierquälerei in chinesischen Pelzfarmen auf.

## Filmografie (Auswahl)

### Filme
- 2004: Scarecrow Gone Wild
- 2005: The Road to Canyon Lake
- 2007: Big Stan
- 2008: Insanitarium
- 2009: Slammin’ Salmon – Butter bei die Fische! (The Slammin’ Salmon)
- 2009: Freeloaders
- 2010: Date Night – Gangster für eine Nacht (Date Night)
- 2010: Iron Man 2
- 2011: Der ganz normale Wahnsinn – Working Mum (I Don’t Know How She Does It)
- 2012: Magic Mike
- 2012: The Babymakers
- 2014: Erlöse uns von dem Bösen (Deliver Us from Evil)
- 2015: Mortdecai – Der Teilzeitgauner (Mortdecai)
- 2016: Ride Along: Next Level Miami (Ride Along 2)
- 2016: Zoolander 2
- 2016: X-Men: Apocalypse
- 2016: Office Christmas Party
- 2017: The LEGO Ninjago Movie (Stimme im Original)
- 2018: Predator – Upgrade (The Predator)
- 2019: The Buddy Games
- 2020: Love Wedding Repeat
- 2021: Violet
- 2021: America: The Motion Picture (Stimme)
- 2021: The Gateway

### Serien
- 2006: Beyond the Break (9 Folgen)
- 2006–2010: Attack of the Show! (Co-Gastgeberin)
- 2009: Greek (4 Folgen)
- 2010: Aus Versehen glücklich (Accidentally on Purpose, Folge 1x16 Face Off)
- 2010–2011: Perfect Couples (13 Folgen)
- 2010–2011: The Daily Show (Korrespondentin)
- 2010: Chuck (Folge 4x01 Chuck gegen das Jubiläum)
- 2012: New Girl (3 Folgen)
- 2012–2014: The Newsroom (24 Folgen)
- 2018: Six (10 Folgen)
- 2019: The Rook (8 Folgen)
- 2021–2024: Marvel’s Hit-Monkey (Sprechrolle, 19 Folgen)
- 2025: Your Friends and Neighbors